# Thecodiplosis piniresinosae
Thecodiplosis piniresinosae är en tvåvingeart som beskrevs av Kearby och Benjamin 1963. Thecodiplosis piniresinosae ingår i släktet Thecodiplosis och familjen gallmyggor.
Artens utbredningsområde är Wisconsin. Inga underarter finns listade i Catalogue of Life.